# دهر (جيولوجيا)
| طبقات الصخور في علم تاريخ طبقات الأرض | التغطية الزمنية في التاريخ الجيولوجي | ملاحظات في الوحدات الزمنية الجيولوجية            |
| ------------------------------------- | ------------------------------------ | ------------------------------------------------ |
| طبقة دهر (Eonothem)                   | دهر (Eon)                            | المجموع 4، وتقدر بنصف مليار سنة أو أكثر          |
| طبقة حقبة (Erathem)                   | حقبة (Era)                           | المحددة: 10، وتقدر بعدة مئات من ملايين السنين    |
| نظام (System)                         | عصر (Period)                         | المحددة: 22، وتقدر بعشرة إلى حوالي مئة مليون سنة |
| نسق (Series)                          | فترة (Epoch)                         | المحددة: 34، وتقدر بعشرة ملايين سنة              |
| مرحلة (Stage)                         | حين (Age)                            | المحددة: 99، وتقدر بملايين السنين                |
| نطاق زمني (Chronozone)                | زمن (Chron)                          | تقسيم فرعي للحين ولا تستخدم في مقياس ICS الزمني  |

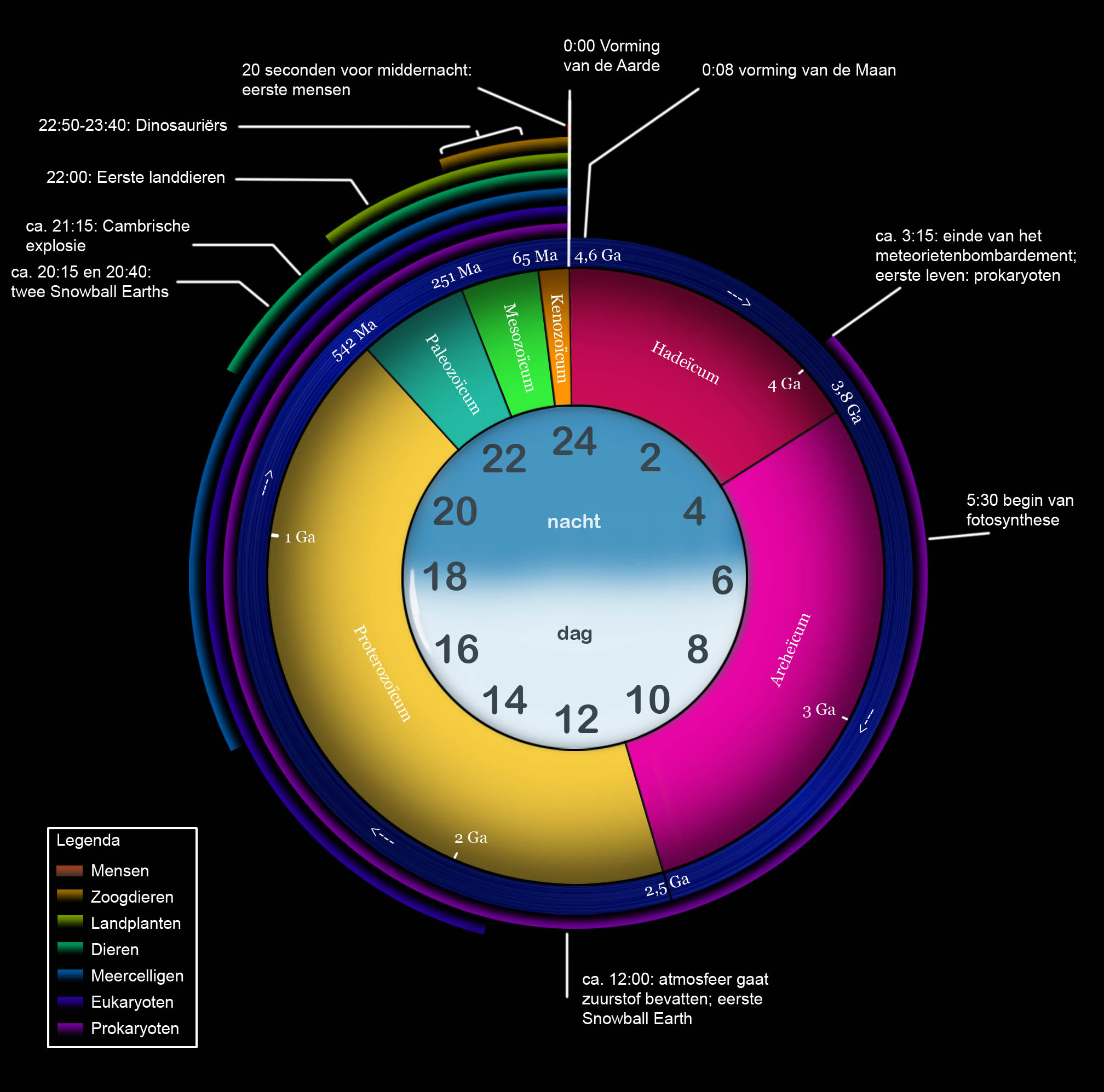

الدهر في علم الفلك والأرض والكونيات هو فترة زمنية مقدارها مليار سنة (1,000,000,000 سنة). أو يمكن لهذا الاسم ان يشير إلى حقبة جيولوجيا كاملة من الحقب التي مر بها الأرض مثل الدهر الجهنمي والدهر السحيق ودهر الطلائع والدهر الحالي دهر البشائر.